# Gergácz Veronika

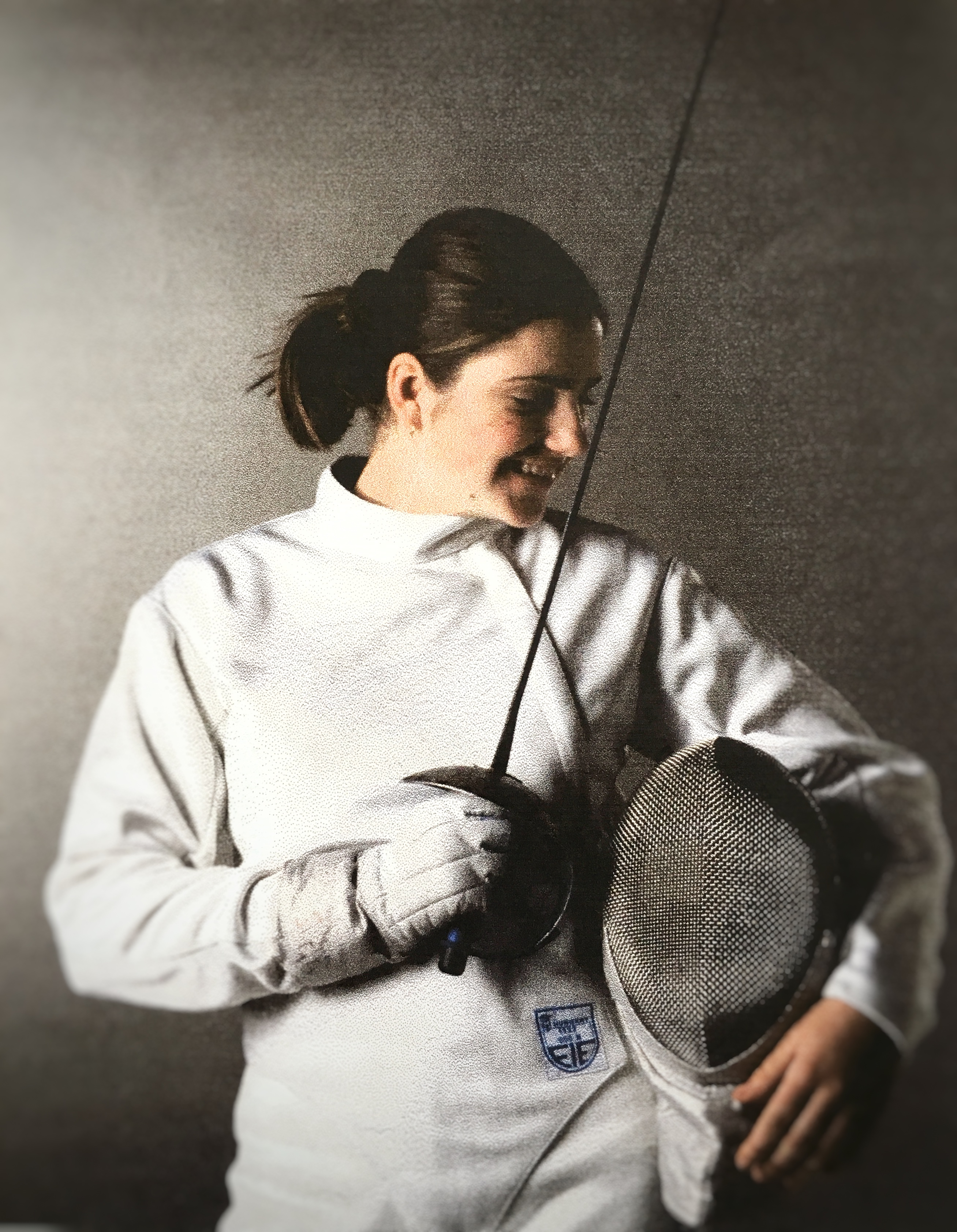

Gergácz Veronika (Budapest, 1986. március 12. –) Európa-bajnok kardvívó, 16-szoros magyar bajnok. A BSE versenyzője.

## Életpályája
Sportpályafutását négyéves korában az úszással kezdte a BVSC-ben. Az UTE-ban a párbajtőr világbajnok Székely Zoltántól tanulta meg a tőrvívás alapjait 1995-ben. 1997-ben édesapja, Gergácz László harmadmagával megalapította Magyarországon a női kardvívást. Veronika edzője lett, és ettől a perctől kezdve lett a lánya kardvívó. Vívói pályafutása 1995-től 2006-ig tartott. Az utolsó évben (2006) a női kardvívás világranglista harmadikként várta az utolsó junior világbajnoki szereplést, ám egy súlyos sérülés meggátolta abban, hogy érmes esélyeit valóra váltsa, és ez a sérülés egyben a pályafutásának a végét is jelentette.

## Pályafutásának mérföldkövei
1998-ban, 12 évesen felnőtt országos bajnokságot nyert csapatban. 13 évesen egyetlen találaton múlott, hogy a Budapesten megrendezett felnőtt női kard Világkupa versenyen nem jutott a világ legjobb 16-ja közé(a világranglista 10. helyét elfogadó olasz Ferrarótól szenvedett vereséget 15:14-re.).
2000-től vett részt korosztályos világversenyeken, eredményeit az alábbi táblázatban foglaltuk össze.
| Év   | Helyszín           | Verseny   | Egyéni | Csapat |
| ---- | ------------------ | --------- | ------ | ------ |
| 2000 | Antalya            | Junior Eb | –      | 6.     |
| 2001 | Gdansk             | Kadet Vb  | 5.     | –      |
| 2001 | Gdansk             | Junior Vb | 28.    | 6.     |
| 2001 | Keszthely          | Junior Eb | 7.     | 1.     |
| 2002 | Antalya            | Junior Vb | 23.    |        |
| 2003 | Budapest           | Vk        | 17.    |        |
| 2003 | Göppingen          | Vk        | 3      |        |
| 2003 | Dourdan            | Vk        | 3.     |        |
| 2003 | Budapest           | Vk        | 13.    |        |
| 2003 | Tauberbischofsheim | Vk        | 50.    |        |
| 2003 | Porecs             | Junior Eb | 8.     | 3.     |
| 2003 | Trapani            | Junior Vb | 11.    | 3.     |
| 2003 | Bourges            | Eb        | 24.    | 5.     |
| 2004 | Budapest           | Vk        | 39.    |        |
| 2004 | Goppingen          | Vk        | 9.     |        |
| 2004 | Dourdan            | Vk        | 1.     |        |
| 2004 | Budapest           | Vk        | 55     |        |
| 2004 | Sosnowiec          | No        | 34.    |        |
| 2004 | Espinho            | Junior Eb | 18.    | 3.     |
| 2004 | Plovdiv            | Junior Vb | 17.    | 2.     |
| 2004 | Koppenhága         | Eb        | 22.    | 7.     |
| 2005 | Göppingen          | Vk        | 19.    |        |
| 2005 | Dourdan            | Vk        | 12.    |        |
| 2005 | Budapest           | Vk        | 22.    |        |
| 2005 | Foggia             | Gp        | 31.    |        |
| 2005 | Linz               | Vb        | 11.    |        |
| 2005 | Welkenraedt        | Vk        | 80     |        |
| 2005 | Klagenfurt         | Vk        | 16     |        |
| 2005 | Sosnowiec          | Vk        | 3      |        |
| 2005 | Frascati           | Vk        | 14     |        |
| 2006 | Budapest           | Vk        | 2.     |        |
| 2006 | Göppingen          | Vk        | 5.     |        |
| 2006 | Orléans            | Vk        | 51.    |        |
| 2006 | Dourdan            | Vk        | 10.    |        |
| 2006 | Budapest           | Gp        | 25.    |        |

2002-ben meghívták az olimpiai keretbe. Párizsban Junior Világkupa aranyérmese, a magyarok közül máig ő az egyetlen győztes. További érdekesség, hogy ez a győzelem pontosan negyed századdal követi Veronika édesapjának 1979-es párizsi elsőségét, mellyel a Nemzetek Kupáját is elnyerte.
Az országos bajnokságokon a különböző korosztályokban összesen 32 érmet, közte 16 bajnoki címet szerzett. Az újoncok között három (2000 egyéni, 1999, 2000 csapat), a serdülőknél egy (2000 csapat), a kadett korosztályban három (2001, 2002, 2003), a juniorok között öt (2001, 2004 egyéni, 2001, 2003, 2004), a felnőttek között pedig négy (1998, 2001, 2002, 2003) alkalommal győzött. 2005-ben egyéniben lett harmadik a felnőttek között.
Az 1998-as felnőtt magyar bajnoki csapatgyőzelem és a 2001-es Junior Európa-bajnoki csapatgyőzelem történelmi győzelmek, mert a magyar női kardvívás fennállásának első győzelmei.